# Албус АД
Албус је српска компанија за производњу кућне хемије из Новог Сада. Албус је основан 1871. али тек 1923. узима име које користи тренутно. Од приватизације 2005. године Инвеј компанија купује Албус и наставља са ширењем производа у региону, као и у читавом свету.
Производи које Албус прави су Бохор (концентровани и неконцентровани омекшивачи за веш), Аксал (детерџент, пераћи сапун и паста за отклањање мрља), Таш (кућна хемија и течни детерџент за кућно прање посуђа), Глицерински сапун (сапуни), Евридеј (сапуни, шампони и регенератори), Пега (беби и дечија козметика) и Палмира (средства за бријање).